# Rhabdomastix coloradensis
Rhabdomastix coloradensis är en tvåvingeart som beskrevs av Alexander 1917. Rhabdomastix coloradensis ingår i släktet Rhabdomastix och familjen småharkrankar. Inga underarter finns listade i Catalogue of Life.